# Los Angeles Film Critics Association Awards 2010
La 36ª edizione dei Los Angeles Film Critics Association Awards si è tenuta il 12 dicembre 2010, per onorare il lavoro nel mondo del cinema per l'anno 2010.

## Premi
Miglior film
- The Social Network, regia di David Fincher
  - 2º classificato: Carlos, regia di Olivier Assayas

Miglior attore
- Colin Firth - Il discorso del re (The King's Speech)
  - 2º classificato: Édgar Ramírez - Carlos

Miglior attrice
- Kim Hye-ja - Madre (Mother)
  - 2º classificato: Jennifer Lawrence - Un gelido inverno (Winter's Bone)

Miglior regista
- David Fincher - The Social Network
- Olivier Assayas - Carlos

Miglior attore non protagonista;
- Niels Arestrup - Il profeta (Un Prophète
  - 2º classificato: Geoffrey Rush - Il discorso del re (The King's Speech)

Miglior attrice non protagonista
- Jacki Weaver - Animal Kingdom
  - 2º classificato: Olivia Williams - L'uomo nell'ombra (The Ghost Writer)

Miglior sceneggiatura
- Aaron Sorkin - The Social Network
  - 2º classificato: David Seidler - Il discorso del re (The King's Speech)

Miglior fotografia
- Matthew Libatique - Il cigno nero (Black Swan) 
  - 2º classificato: Roger Deakins - Il Grinta (True Grit)

Miglior scenografia
- Guy Hendrix Dyas - Inception
  - 2º classificato: Eve Stewart - Il discorso del re (The King's Speech)

Miglior colonna sonora
- Alexandre Desplat - L'uomo nell'ombra (The Ghost Writer)
- Trent Reznor ed Atticus Ross - The Social Network

Miglior film in lingua straniera
- Carlos, regia di Olivier Assayas  ·  Francia/ Germania
  - 2º classificato: Madre (마더) , regia di Bong Joon-ho  ·  Corea del Sud

Miglior film d'animazione
- Toy Story 3 - La grande fuga (Toy Story 3), regia di Lee Unkrich
  - 2º classificato: L'illusionista (L'Illusionniste), regia di Sylvain Chomet

Miglior documentario
- Last Train Home (歸途列車), regia di Lixin Fan
  - 2º classificato: Exit Through the Gift Shop, regia di Banksy

Miglior film sperimentale/indipendente
- Jean-Luc Godard - Film Socialisme

New Generation Award
- Lena Dunham - Tiny Furniture

Career Achievement Award
- Paul Mazursky